# Byzantium
Byzantium – irlandzko-amerykańsko-brytyjski thriller fantasy z 2012 roku w reżyserii Neila Jordana. Wyprodukowany przez StudioCanal. Zdjęcia kręcono w Irlandii (Dublin, hrabstwa Wicklow, Kerry i Cork) oraz w angielskim miasteczku Hastings.
Światowa premiera filmu miała miejsce 9 września 2012 roku podczas 37. Międzynarodowego Festiwalu Filmowego w Toronto. Premiera filmu w Wielkiej Brytanii odbyła się 31 maja 2013 roku, a miesiąc później w Stanach Zjednoczonych 28 czerwca 2013 roku. W Polsce premiera filmu odbyła się 12 lipca 2013 roku.

## Opis fabuły
Clara (Gemma Arterton) i jej nastoletnia córka Eleanor (Saoirse Ronan) przyjeżdżają do podupadającej nadmorskiej miejscowości wypoczynkowej. Przypadkowo spotykają Noela (Daniel Mays), który proponuje im miejsce w Byzantium – pensjonacie, który niedawno odziedziczył. Eleanor zaprzyjaźnia się z Frankiem, śmiertelnie chorym kelnerem (Caleb Landry Jones), i wyjawia mu, kim naprawdę jest. Opowiada, że ona i jej matka to wampiry, które złamały zasady swojej grupy, i uciekają teraz przed innymi, żądnymi zemsty krwiopijcami. Któregoś dnia zdumiony Frank przekonuje się, że niewiarygodna historia dziwnej dziewczyny wcale nie jest zmyślona.

## Obsada
- Saoirse Ronan jako Eleanor Webb
- Gemma Arterton jako Clara Webb
- Sam Riley jako Darvell
- Jonny Lee Miller jako kapitan
- Daniel Mays jako Noel
- Caleb Landry Jones jako Frank
- Warren Brown jako Gareth

i inni